# Президентские выборы в США (1956)
Президентские выборы в США 1956 года проходили 6 ноября и были «переигровкой» выборов 1952 года: президент Дуайт Эйзенхауэр вновь победил кандидата от Демократической партии Эдлая Стивенсона так же, как и 4 года назад. Эдлай Стивенсон пользовался поддержкой либеральных демократов, но не имел реальной базы для кампании. Он стал девятым реальным претендентом на американское президентское кресло из числа тех, кто ранее уже баллотировался и проиграл, при этом всего это был уже десятый случай когда среди основных кандидатов был тот, кто ранее проигрывал выборы (кандидат Брайан на рубеже XIX и XX веков проиграл их три раза). Эйзенхауэр был достаточно популярным, хотя состояние его здоровья вызывало опасения. Он окончил корейскую войну, и в условиях экономического подъёма и благополучия, в которых находились Соединённые Штаты, никто не сомневался в его победе.
Это шестой и пока последний случай, когда двумя основными кандидатами в президенты США были те же лица, что и на предыдущих выборах.

## Выборы

### Результаты
| Кандидат                   | Партия                 | Избиратели | Избиратели | Выборщики |
| Кандидат                   | Партия                 | Количество | %          | Выборщики |
| -------------------------- | ---------------------- | ---------- | ---------- | --------- |
| Дуайт Дэвид Эйзенхауэр     | Республиканская партия | 35 579 180 | 57,4 %     | 457       |
| Эдлай Стивенсон            | Демократическая партия | 26 028 028 | 42,0 %     | 73        |
| Уолтер Джонс               | Демократическая партия | -          | -          | 1 (а)     |
| (несвязанные выборщики)(б) | -                      | 196 145    | 0,3 %      | 0         |
| Томас Колеман              | Диксикраты             | 107 929    | 0,2 %      | 0         |
| другие                     | -                      | 110 046    | 0,2 %      | 0         |
| Всего                      | Всего                  | 62 021 328 | 100 %      | 531       |

- (а) один из выборщиков от Алабамы вместо того, чтобы проголосовать за Стивенсона в соответствии с решением избирателей его штата, нарушил своё обещание и опустил бюллетень за судью из своего родного города Уолтера Джонса.
- (б) выборщики, которые в отличие от обычных, не обещают голосовать в соответствии с результатами выборов. Такая ситуация возникала несколько раз в середине XX века, как правило, в среде демократов из-за разногласий по вопросам сегрегации и гражданских прав с целью последующего торга.